# Copa Campeonato
La Copa Campeonato è stata una competizione calcistica disputata in Argentina dal 1894 al 1931. Il torneo venne creato in seguito al termine del campionato argentino di calcio 1893, organizzato dalla Argentine Association Football League, di fatto la seconda federazione calcistica ad essere fondata in Argentina. L'ultima edizione disputata fu quella del 1931, il cui primo tentativo durò solo una giornata, per poi ripartire – dopo gli abbandoni di molte delle squadre iscritte per il passaggio al primo campionato professionistico organizzato dalla Liga Argentina de Football – in una versione rimaneggiata.

## Storia

### Argentine Association Football League (1894-1902)

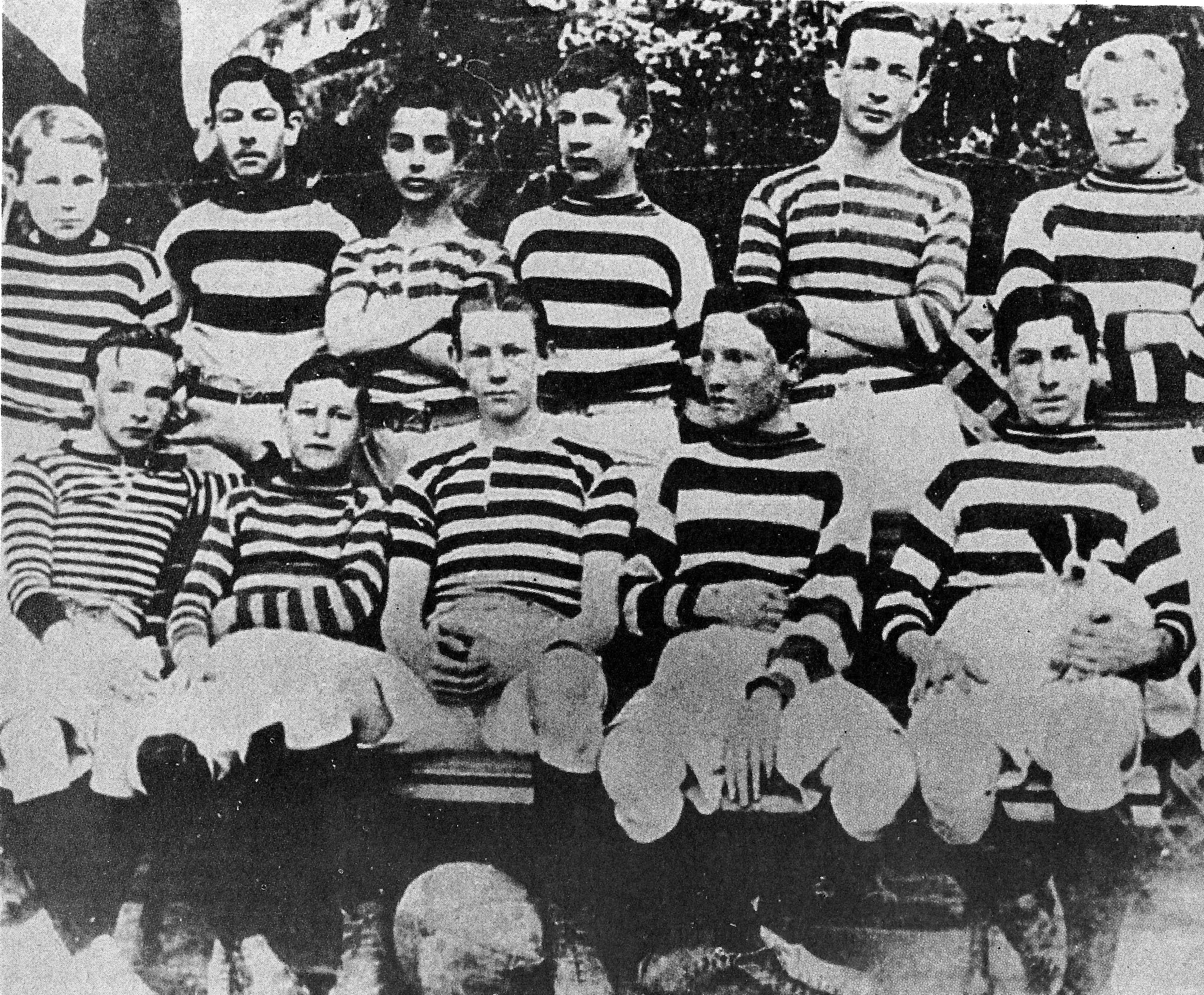
L'English High School nel 1899

Una volta conclusosi il campionato 1893, vinto dal Lomas Athletic, la Argentine Association Football League decise di istituire una nuova competizione, che venne chiamata Copa Campeonato; fu disputata per la prima volta nel 1894, e a vincere fu nuovamente il Lomas Athletic. Gli anni 1890 videro primeggiare squadre di Lomas de Zamora, quali il Lomas Athletic e il Lomas Academy; nel 1899, per la prima volta, il titolo andò a una compagine di Buenos Aires, il Belgrano Athletic. Nella Copa Campeonato 1900, primo torneo del XX secolo, il titolo fu appannaggio dell'English High School Athletic Club. Da quest'ultima squadra si originò l'Alumni Athletic Club, che fu protagonista del primo decennio del nuovo secolo. Fu proprio l'Alumni ad aggiudicarsi gli ultimi tre campionati organizzati dalla Argentine Association Football League, prima che questa cambiasse nome, divenendo Argentina Football Association nel febbraio 1903.

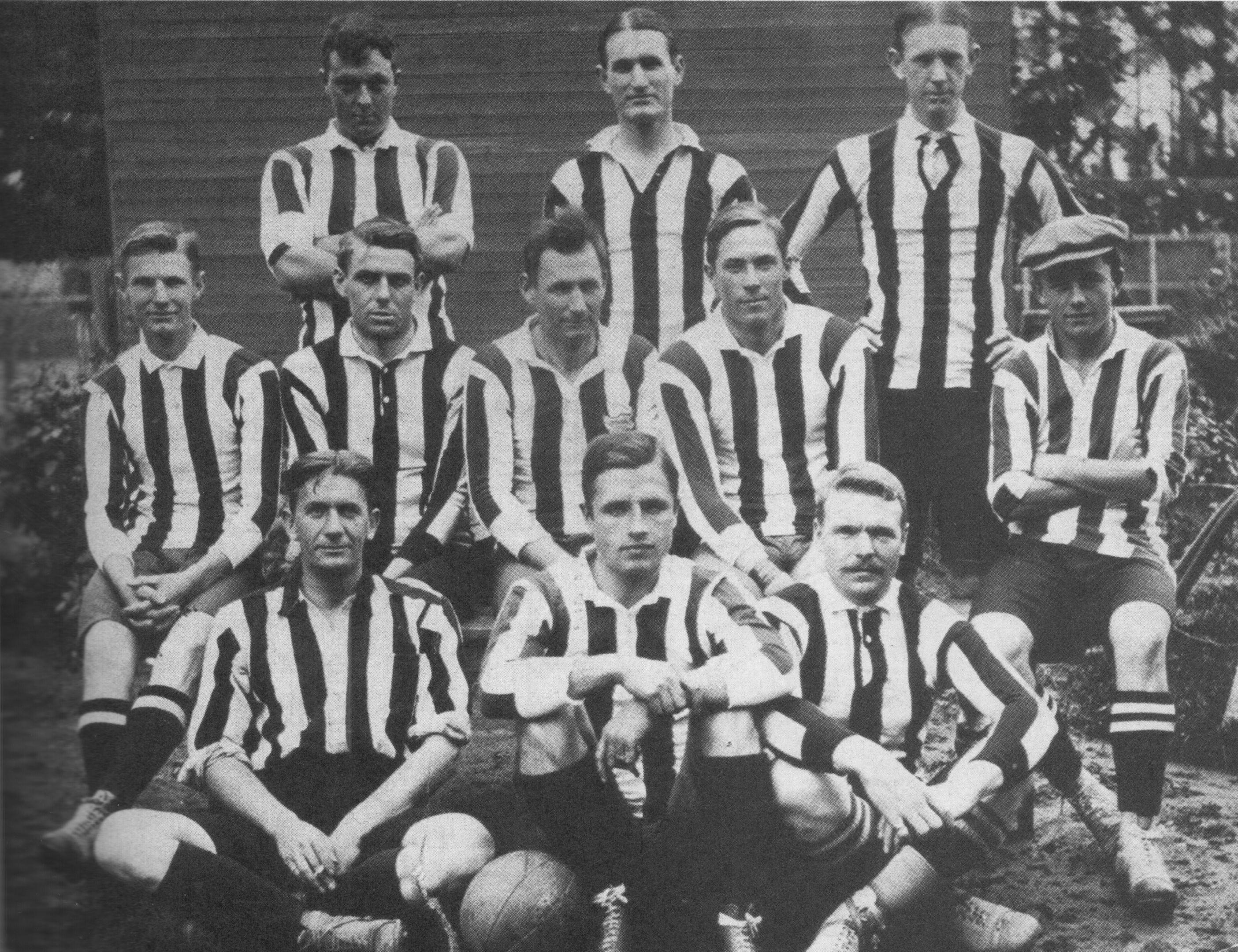
L'Alumni, con 9 titoli, è la squadra con il maggior numero di Copa Campeonato vinte. Sopra la formazione vincitrice della Copa Campeonato 1910.

### Argentine Football Association (1903-1911)
La Argentine Football Association organizzò il suo primo torneo nel 1903: sei squadre furono ammesse, tre della capitale, una di Lomas de Zamora, una di Lanús e una di Quilmes. A vincere fu di nuovo l'Alumni, che terminò con nove vittorie e una sconfitta in 10 incontri. Il Belgrano Athletic vinse nel 1904, superando l'Alumni, che vinse l'anno seguente a discapito proprio del Belgrano. Nel 1906 cambiò per la prima volta la formula della competizione: furono creati due gironi, uno da sei e l'altro da quattro squadre, che qualificavano la prima classificata alla finalissima per la vittoria del campionato. I vincitori dei due gruppi, rispettivamente Lomas Athletic e Alumni, si contesero il trofeo il 7 ottobre al campo sportivo Porteño di Buenos Aires; a prevalere fu l'Alumni per 4-0. La nuova formula fu presto abbandonato, e nel 1907 si tornò al girone unico, allargato fino a comprendere 11 formazioni. Dal 1908 al 1911 il numero di partecipanti rimase di 10, e, mentre la Copa del 1908 andò al Belgrano Athletic, i restanti tornei furono tutti vinti dall'Alumni.

### Asociación Argentina de Football (1912-1926)

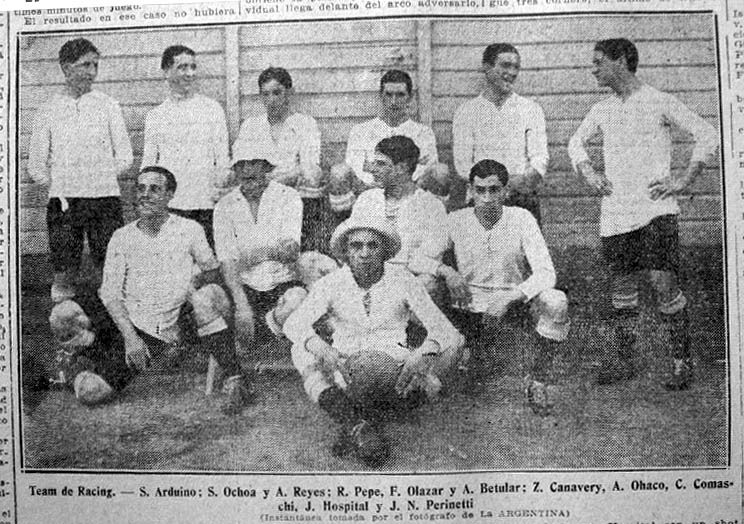
Il Racing campione nel 1915

Nel febbraio 1912 la Argentine Football Association cambiò nome, divenendo Asociación Argentina de Football, e il 30 giugno dello stesso anno si affiliò alla FIFA. Avvenne anche la prima scissione: a giugno tre squadre (Estudiantes, Gimnasia Buenos Aires e Porteño) si separarono dalla AAF, formando la FAF (Federación Argentina de Football), che non venne riconosciuta dalla FIFA. La prima Copa Campeonato ufficiale fu vinta dal Quilmes. Nel 1913 si effettuò una modifica alla formula della competizione: dopo i primi 14 incontri furono istituiti tre gironi, i primi due (da cinque e sei squadre) permettevano di accedere alla finale del torneo, mentre il terzo serviva a determinare le retrocessioni. Nel 1914 si tornò al girone unico, con 13 partecipanti; a vincere fu il Racing Club di Avellaneda. Dal 1915 al 1918 la formazione bianco-celeste vinse il campionato; nel 1919 si verificò un'ulteriore scissione, che originò la Asociación Amateurs de Football (AAm), formata da 13 squadre. Fu poi organizzato, per sopperire alla mancanza del torneo della AAF, un campionato breve a sei squadre, vinto dal Boca Juniors. Nel 1920 presero parte 13 formazioni, e a vincere fu il Boca. Nel 1921 il titolo andò all'Huracán, che ripeté il successo nel 1922; nel 1923 Boca Juniors e Huracán giunsero appaiati al primo posto, e dovettero giocare tre incontri per determinare il vincitore, che alla fine risultò essere il Boca. Nel 1924 vinse nuovamente il Boca, mentre nel 1925 tornò ad essere campione l'Huracán, che sconfisse il Nueva Chicago nello spareggio. Nel 1926 si disputò l'ultima edizione completa della Copa Campeonato: con 18 partecipanti, a primeggiare fu di nuovo il Boca Juniors. Nel 1927 le due federazioni esistenti si fusero e organizzarono la Primera División.

### Asociación Argentina de Football (Amateurs y Profesionales) (1931)
Il 10 maggio 1931 iniziò la Copa Campeonato, organizzata dall'Asociación Amateurs Argentina de Football, con un totale di 34 squadre iscritte. Dopo la prima giornata – nemmeno disputata interamente – 19 società abbandonarono l'associazione per passare alla Liga Argentina de Football che organizzò il primo campionato professionistico.
Quindi l'Asociación Amateurs Argentina de Football, che il 20 giugno cambiò il proprio nome in Asociación Argentina de Football (Amateurs y Profesionales, fece partire il 28 giugno una versione ridotta della Copa Campeonato – alla quale parteciparono 16 squadre – che vide trionfare l'Estudiantil Porteño dopo lo spareggio finale con l'Almagro.

## Albo d'oro
| Federazione/Anno | Vincitore           | 2º class.               | 3º class.             |
| ---------------- | ------------------- | ----------------------- | --------------------- |
| AAFL 1894        | Lomas Athletic      | Rosario Athletic        | Flores Athletic       |
| AAFL 1895        | Lomas Athletic      | Lomas Academy           | Flores Athletic       |
| AAFL 1896        | Lomas Academy       | Flores Athletic         | Lomas Athletic        |
| AAFL 1897        | Lomas Athletic      | Lanús Athletic          | Belgrano Athletic     |
| AAFL 1898        | Lomas Athletic      | Lobos                   | Belgrano Athletic     |
| AAFL 1899        | Belgrano Athletic   | Lobos                   | Lomas Athletic        |
| AAFL 1900        | English High School | Lomas Athletic          | Belgrano Athletic     |
| AAFL 1901        | Alumni              | Belgrano Athletic       | Quilmes               |
| AAFL 1902        | Alumni              | Barracas Athletic       | Quilmes               |
| AFA 1903         | Alumni              | Belgrano Athletic       | Barracas Athletic     |
| AFA 1904         | Belgrano Athletic   | Alumni                  | Lomas Athletic        |
| AFA 1905         | Alumni              | Belgrano Athletic       | Estudiantes (BA)      |
| AFA 1906         | Alumni              | Lomas Athletic          | -                     |
| AFA 1907         | Alumni              | Estudiantes (BA)        | San Isidro            |
| AFA 1908         | Belgrano Athletic   | Alumni                  | Argentino de Quilmes  |
| AFA 1909         | Alumni              | River Plate             | Quilmes               |
| AFA 1910         | Alumni              | Porteño                 | Belgrano Athletic     |
| AFA 1911         | Alumni              | Porteño                 | San Isidro            |
| AAF 1912         | Quilmes             | San Isidro              | Racing Club           |
| AAF 1913         | Racing Club         | San Isidro              | River Plate           |
| AAF 1914         | Racing Club         | Estudiantes (BA)        | Boca Juniors          |
| AAF 1915         | Racing Club         | San Isidro              | River Plate           |
| AAF 1916         | Racing Club         | Platense                | River Plate           |
| AAF 1917         | Racing Club         | River Plate             | Huracán               |
| AAF 1918         | Racing Club         | River Plate             | Boca Juniors          |
| AAF 1919         | Boca Juniors        | Estudiantes de La Plata | Huracán               |
| AAF 1920         | Boca Juniors        | Banfield e Huracán      | Banfield e Huracán    |
| AAF 1921         | Huracán             | Del Plata               | Boca Juniors          |
| AAF 1922         | Huracán             | Sportivo Palermo        | Boca Juniors          |
| AAF 1923         | Boca Juniors        | Huracán                 | Sportivo Barracas     |
| AAF 1924         | Boca Juniors        | Temperley               | Dock Sud              |
| AAF 1925         | Huracán             | Nueva Chicago           | El Porvenir           |
| AAF 1926         | Boca Juniors        | Argentinos Juniors      | Huracán               |
| AAAF 1931        | Estudiantil Porteño | Almagro                 | Sportivo Buenos Aires |